# Cupa Cupelor 1992-1993
Sezonul 1992-1993 al Cupei Cupelor a fost câștigat de Parma, care a învins-o în finală pe Royal Antwerp.

## Calificări
| Echipa 1      | Scor gen. | Echipa 2           | Tur | Retur |
| ------------- | --------- | ------------------ | --- | ----- |
| Maribor       | 5–2       | Ħamrun Spartans    | 4–0 | 1–2   |
| Strømsgodset  | 0–4       | Hapoel Petah Tikva | 0–2 | 0–2   |
| Vaduz         | 1–12      | Chornomorets Odesa | 0–5 | 1–7   |
| Avenir Beggen | 2–1       | B36 Tórshavn       | 1–0 | 1–1   |

### Prima manșă
| Maribor                                    | 4 – 0 | Ħamrun Spartans |
| ------------------------------------------ | ----- | --------------- |
| Šimundža 16', 30' Tarana 48' Binkovski 76' |       |                 |

| Strømsgodset | 0 – 2 | Hapoel Petah Tikva |
| ------------ | ----- | ------------------ |
|              |       | Bason 48', 52'     |

| Vaduz | 0 – 5 | Chernomorets Odessa                             |
| ----- | ----- | ----------------------------------------------- |
|       |       | Tsymbalar 44' Lebed 47' Sak 53' Husyev 81', 82' |

| Avenir Beggen | 1 – 0 | B36 Tórshavn |
| ------------- | ----- | ------------ |
| Krings 1'     |       |              |

### A doua manșă
| Ħamrun Spartans  | 2 – 1 | Maribor    |
| ---------------- | ----- | ---------- |
| Brincat 32', 59' |       | Tarana 37' |

| Hapoel Petah Tikva   | 2 – 0 | Strømsgodset |
| -------------------- | ----- | ------------ |
| Levine 17' Bason 69' |       |              |

| Chernomorets Odessa                                                      | 7 – 1 | Vaduz      |
| ------------------------------------------------------------------------ | ----- | ---------- |
| Nikiforov 9', 49' (pen.) 78', 90' Yablonskiy 23' Tsymbalar 27' Lebed 77' |       | Stöber 87' |

| B36 Tórshavn | 1 – 1 | Avenir Beggen |
| ------------ | ----- | ------------- |
| Reynheim 9'  |       | Krahen 28'    |

## Prima rundă
| Echipa 1        | Scor gen.   | Echipa 2            | Tur | Retur |
| --------------- | ----------- | ------------------- | --- | ----- |
| Miedź Legnica   | 0–1         | AS Monaco           | 0–1 | 0–0   |
| Olympiacos      | 3–1         | Chernomorets Odessa | 0–1 | 3–0   |
| Trabzonspor     | 4–2         | TPS                 | 2–0 | 2–2   |
| Maribor         | 1–9         | Atlético Madrid     | 0–3 | 1–6   |
| Werder Bremen   | 4–3         | Hannover 96         | 3–1 | 1–2   |
| Airdrieonians   | 1–3         | Sparta Praga        | 0–1 | 1–2   |
| Parma           | 2–1         | Újpest              | 1–0 | 1–1   |
| Valur           | 0–3         | Boavista            | 0–0 | 0–3   |
| Levski Sofia    | 2–2 (a)     | Luzern              | 2–1 | 0–1   |
| Feyenoord       | 2–2 (a)     | Hapoel Petah Tikva  | 1–0 | 1–2   |
| Spartak Moscova | 5–1         | Avenir Beggen       | 0–0 | 5–1   |
| Liverpool       | 8–2         | Apollon Limassol    | 6–1 | 2–1   |
| Cardiff City    | 1–3         | Admira Wacker       | 1–1 | 0–2   |
| Glenavon        | 2–2 (1–3 p) | Royal Antwerp       | 1–1 | 1–1   |
| AIK             | 4–4 (a)     | AGF Aarhus          | 3–3 | 1–1   |
| Bohemians       | 0–4         | Steaua București    | 0–0 | 0–4   |

### Prima manșă
| Miedź Legnica | 0 – 1 | AS Monaco    |
| ------------- | ----- | ------------ |
|               |       | Djorkaeff 2' |

| Olympiacos | 0 – 1 | Chernomorets Odessa |
| ---------- | ----- | ------------------- |
|            |       | Sak 4'              |

| Trabzonspor        | 2 – 0 | TPS |
| ------------------ | ----- | --- |
| Mandıralı 51', 65' |       |     |

| Maribor | 0 – 3 | Atlético Madrid                  |
| ------- | ----- | -------------------------------- |
|         |       | Alfredo 26' Luis García 43', 56' |

| Werder Bremen               | 3 – 1 | Hannover 96         |
| --------------------------- | ----- | ------------------- |
| Rufer 19', 28' Bratseth 45' |       | Wójcicki 26' (pen.) |

| Airdrieonians | 0 – 1 | Sparta Praga |
| ------------- | ----- | ------------ |
|               |       | Sopko 88'    |

| Parma        | 1 – 0 | Újpest |
| ------------ | ----- | ------ |
| Asprilla 48' |       |        |

| Valur | 0 – 0 | Boavista |
| ----- | ----- | -------- |
|       |       |          |

| Levski Sofia                   | 2 – 1 | Luzern       |
| ------------------------------ | ----- | ------------ |
| Borimirov 52' Getov 70' (pen.) |       | Camenzind 9' |

| Feyenoord   | 1 – 0 | Hapoel Petah Tikva |
| ----------- | ----- | ------------------ |
| Kiprich 89' |       |                    |

| Spartak Moscova | 0 – 0 | Avenir Beggen |
| --------------- | ----- | ------------- |
|                 |       |               |

| Liverpool                               | 6 – 1 | Apollon Limassol     |
| --------------------------------------- | ----- | -------------------- |
| Stewart 4', 38' Rush 40', 50', 55', 74' |       | Spoljaric 83' (pen.) |

| Cardiff City | 1 – 1 | Admira Wacker  |
| ------------ | ----- | -------------- |
| Pike 59'     |       | Abfalterer 44' |

| Glenavon  | 1 – 1 | Royal Antwerp |
| --------- | ----- | ------------- |
| Smith 44' |       | Lehnhoff 46'  |

| AIK                                       | 3 – 3 | AGF Aarhus                       |
| ----------------------------------------- | ----- | -------------------------------- |
| Simpson 51' Hallström 56' Yevtushenko 83' |       | Tøfting 15' Christensen 36', 53' |

| Bohemians | 0 – 0 | Steaua București |
| --------- | ----- | ---------------- |
|           |       |                  |

### A doua manșă
| AS Monaco | 0 – 0 | Miedź Legnica |
| --------- | ----- | ------------- |
|           |       |               |

| Chernomorets Odessa | 0 – 3 | Olympiacos                               |
| ------------------- | ----- | ---------------------------------------- |
|                     |       | Vaitsis 15' Lytovchenko 27' Protasov 80' |

| TPS                   | 2 – 2 | Trabzonspor         |
| --------------------- | ----- | ------------------- |
| Kajdy 1' Lehtonen 84' |       | Aslan 14' Orhan 60' |

| Atlético Madrid                                                                                | 6 – 1 | Maribor      |
| ---------------------------------------------------------------------------------------------- | ----- | ------------ |
| Manolo Alfaro 17' Juanito 44' Sabas 58' (pen.) Pizo Gómez 69' Aguilera 80' Ratkovič 85' (o.g.) |       | Bičakčić 22' |

| Hannover 96       | 2 – 1 | Werder Bremen    |
| ----------------- | ----- | ---------------- |
| Daschner 29', 33' |       | Rufer 19' (pen.) |

| Sparta Praga           | 2 – 1 | Airdrieonians |
| ---------------------- | ----- | ------------- |
| Vrabec 31' Vonášek 37' |       | Black 55'     |

| Újpest     | 1 – 1 | Parma    |
| ---------- | ----- | -------- |
| Hetesi 62' |       | Grün 52' |

| Boavista                                   | 3 – 0 | Valur |
| ------------------------------------------ | ----- | ----- |
| Marlon Brandão 14', 81' Owubokiri 14', 81' |       |       |

| Luzern        | 1 – 0 | Levski Sofia |
| ------------- | ----- | ------------ |
| Camenzind 24' |       |              |

| Hapoel Petah Tikva   | 2 – 1 | Feyenoord  |
| -------------------- | ----- | ---------- |
| Levine 2' Kakoun 50' |       | Fräser 59' |

| Avenir Beggen | 1 – 5 | Spartak Moscova                                      |
| ------------- | ----- | ---------------------------------------------------- |
| Novak 85'     |       | Onopko 6' Piatnitski 9', 78' Radchenko 55' Popov 59' |

| Apollon Limassol | 1 – 2 | Liverpool              |
| ---------------- | ----- | ---------------------- |
| Spoljaric 60'    |       | Rush 62' Hutchison 68' |

| Admira Wacker                | 2 – 0 | Cardiff City |
| ---------------------------- | ----- | ------------ |
| Marschall 47' Abfalterer 90' |       |              |

| Royal Antwerp      | 1 – 1 (d.p.) 3–1 on penalties | Glenavon  |
| ------------------ | ----------------------------- | --------- |
| Kiekens 65' (pen.) |                               | Smith 80' |

| AGF Aarhus | 1 – 1 | AIK         |
| ---------- | ----- | ----------- |
| Harder 67' |       | Simpson 20' |

| Steaua București                     | 4 – 0 | Bohemians |
| ------------------------------------ | ----- | --------- |
| Andrași 26', 34' Vlădoiu 44' Ion 85' |       |           |

## A doua rundă
| Echipa 1        | Scor gen. | Echipa 2         | Tur | Retur      |
| --------------- | --------- | ---------------- | --- | ---------- |
| AS Monaco       | 0–1       | Olympiacos       | 0–1 | 0–0        |
| Trabzonspor     | 0–2       | Atlético Madrid  | 0–2 | 0–0        |
| Werder Bremen   | 2–4       | Sparta Praga     | 2–3 | 0–1        |
| Parma           | 2–0       | Boavista         | 0–0 | 2–0        |
| Luzern          | 2–4       | Feyenoord        | 1–0 | 1–4        |
| Spartak Moscova | 6–2       | Liverpool        | 4–2 | 2–0        |
| Admira Wacker   | 6–7       | Royal Antwerp    | 2–4 | 4–3 (d.p.) |
| AGF Aarhus      | 4–4 (a)   | Steaua București | 3–2 | 1–2        |

### Prima manșă
| AS Monaco | 0 – 1 | Olympiacos  |
| --------- | ----- | ----------- |
|           |       | Vaitsis 86' |

| Trabzonspor | 0 – 2 | Atlético Madrid          |
| ----------- | ----- | ------------------------ |
|             |       | Paulo Futre 38' Moya 60' |

| Werder Bremen          | 2 – 3 | Sparta Praga                      |
| ---------------------- | ----- | --------------------------------- |
| Neubarth 56' Rufer 81' |       | Sopko 23' Dvirnyk 36' Vonášek 90' |

| Parma | 0 – 0 | Boavista |
| ----- | ----- | -------- |
|       |       |          |

| Luzern    | 1 – 0 | Feyenoord |
| --------- | ----- | --------- |
| Rueda 74' |       |           |

| Spartak Moscova                                   | 4 – 2 | Liverpool                |
| ------------------------------------------------- | ----- | ------------------------ |
| Pisarev 10' Karpin 68', 82' (pen.) Piatnitski 89' |       | Wright 67' McManaman 78' |

| Admira Wacker            | 2 – 4 | Royal Antwerp                          |
| ------------------------ | ----- | -------------------------------------- |
| Marschall 24' Bacher 41' |       | Czerniatynski 35', 62', 73' Segers 53' |

| AGF Aarhus                                      | 3 – 2 | Steaua București           |
| ----------------------------------------------- | ----- | -------------------------- |
| Andersen 12' Christensen 19' Nielsen 80' (pen.) |       | Vlădoiu 64' Dumitrescu 89' |

### A doua manșă
| Olympiacos | 0 – 0 | AS Monaco |
| ---------- | ----- | --------- |
|            |       |           |

| Atlético Madrid | 0 – 0 | Trabzonspor |
| --------------- | ----- | ----------- |
|                 |       |             |

| Sparta Praga | 1 – 0 | Werder Bremen |
| ------------ | ----- | ------------- |
| Siegl 7'     |       |               |

| Boavista | 0 – 2 | Parma                         |
| -------- | ----- | ----------------------------- |
|          |       | Nogueira 11' (o.g.) Melli 78' |

| Feyenoord                                      | 4 – 1 | Luzern    |
| ---------------------------------------------- | ----- | --------- |
| Taument 2' Blinker 16' Kiprich 46', 83' (pen.) |       | Nadig 12' |

| Liverpool | 0 – 2 | Spartak Moscova              |
| --------- | ----- | ---------------------------- |
|           |       | Radchenko 63' Piatnitski 89' |

| Royal Antwerp                        | 3 – 4 | Admira Wacker                            |
| ------------------------------------ | ----- | ---------------------------------------- |
| Czerniatynski 21', 96' Severeyns 44' |       | Bacher 46' Abfalterer 57' Ljung 63', 79' |

| Steaua București          | 2 – 1 | AGF Aarhus      |
| ------------------------- | ----- | --------------- |
| Cristescu 81' Vlădoiu 89' |       | Christensen 10' |

## Sferturi
| Echipa 1      | Scor gen. | Echipa 2         | Tur | Retur |
| ------------- | --------- | ---------------- | --- | ----- |
| Olympiacos    | 2–4       | Atlético Madrid  | 1–1 | 1–3   |
| Feyenoord     | 1–4       | Spartak Moscova  | 0–1 | 1–3   |
| Sparta Praga  | 0–2       | Parma            | 0–0 | 0–2   |
| Royal Antwerp | 1–1 (a)   | Steaua București | 0–0 | 1–1   |

### Prima manșă
| Olympiacos  | 1 – 1 | Atlético Madrid |
| ----------- | ----- | --------------- |
| Vaitsis 63' |       | Moya 10'        |

| Feyenoord | 0 – 1 | Spartak Moscova |
| --------- | ----- | --------------- |
|           |       | Piatnitski 37'  |

| Sparta Praga | 0 – 0 | Parma |
| ------------ | ----- | ----- |
|              |       |       |

| Royal Antwerp | 0 – 0 | Steaua București |
| ------------- | ----- | ---------------- |
|               |       |                  |

### A doua manșă
| Atlético Madrid               | 3 – 1 | Olympiacos       |
| ----------------------------- | ----- | ---------------- |
| Manolo 10', 59' M. Alfaro 67' |       | Tsalouchidis 61' |

| Spartak Moscova              | 3 – 1 | Feyenoord   |
| ---------------------------- | ----- | ----------- |
| Karpin 7', 78' Radchenko 87' |       | Kiprich 14' |

| Parma                  | 2 – 0 | Sparta Praga |
| ---------------------- | ----- | ------------ |
| Melli 10' Asprilla 33' |       |              |

| Steaua București | 1 – 1 | Royal Antwerp     |
| ---------------- | ----- | ----------------- |
| Dumitrescu 19'   |       | Czerniatynski 82' |

## Semifinale
| Echipa 1        | Scor gen. | Echipa 2      | Tur | Retur |
| --------------- | --------- | ------------- | --- | ----- |
| Spartak Moscova | 2–3       | Royal Antwerp | 1–0 | 1–3   |
| Atlético Madrid | 2–2 (a)   | Parma         | 1–2 | 1–0   |

### Prima manșă
| Spartak Moscova | 1 – 0 | Royal Antwerp |
| --------------- | ----- | ------------- |
| Piatnitski 34'  |       |               |

| Atlético Madrid | 1 – 2 | Parma             |
| --------------- | ----- | ----------------- |
| Luis García 44' |       | Asprilla 57', 62' |

### A doua manșă
| Royal Antwerp                                         | 3 – 1 | Spartak Moscova |
| ----------------------------------------------------- | ----- | --------------- |
| Czerniatynski 37' Jakovljević 66' Lehnhoff 78' (pen.) |       | Radchenko 10'   |

| Parma | 0 – 1 | Atlético Madrid |
| ----- | ----- | --------------- |
|       |       | Sabas 77'       |

## Finala
| Parma                           | 3 – 1 | Royal Antwerp |
| ------------------------------- | ----- | ------------- |
| Minotti 9' Melli 30' Cuoghi 84' |       | Severeyns 11' |

## Golgheteri
Golgheterii din sezonul 1992-93 sunt:
| Loc | Nume                | Echipă              | Goluri |
| --- | ------------------- | ------------------- | ------ |
| 1   | Alex Czerniatynski  | Royal Antwerp       | 7      |
| 2   | Andrei Piatnitski   | Spartak Moscova     | 6      |
| 2   | Ian Rush            | Liverpool           | 5      |
| 4   | Faustino Asprilla   | Parma               | 4      |
| 4   | Torben Christensen  | AGF Aarhus          | 4      |
| 4   | Valery Karpin       | Spartak Moscova     | 4      |
| 4   | József Kiprich      | Feyenoord           | 4      |
| 4   | Yuriy Nikiforov     | Chernomorets Odessa | 4      |
| 4   | Dmitri Radchenko    | Spartak Moscova     | 4      |
| 4   | Wynton Rufer        | Werder Bremen       | 4      |
| 10  | Ion Vlădoiu         | Steaua București    | 3      |
| 10  | Johannes Abfalterer | Admira Wacker       | 3      |
| 10  | Manachem Bason      | Hapoel Petah Tikva  | 3      |
| 10  | Luis García         | Atlético Madrid     | 3      |
| 10  | Alessandro Melli    | Parma               | 3      |
| 10  | Giorgos Vaitsis     | Olympiacos          | 3      |